# Lysspredning
Lysspredning er det fænomen at lys ændrer retning, når det rammer en partikel, f.eks. et molekyle. Det er den ene af to måder hvorpå lys (og anden elektromagnetisk stråling) kan vekselvirke med stof på. Den anden er absorption.
Når lys bliver sendt ind i mod en opløsning af partikler vil noget af lyset blive spredt i alle retninger. Hvis en meget stor del af lyset bliver spredt, vil opløsningen se ugennemsigtigt ud. Dette er f.eks. tilfældet med mælk, hvori der er proteiner og miceller af fedt i en vandig opløsning.
Lysspredning kan benyttes til at bestemme størrelsen af partikler i en opløsning. Dette gøres ved at opsamle det spredte lys i en detektor og bestemme molekylets polarisabilitet, α. Molekylets størrelse er da proportional med polarisabiliteten.
- Wikimedia Commons har flere filer relateret til Lysspredning

| Fysik | Spire Denne artikel om fysik er en spire som bør udbygges. Du er velkommen til at hjælpe Wikipedia ved at udvide den. |